# John Baptist Jung Shin-chul
John Baptist Jung Shin-chul (kor. 정신철, * 22. Oktober 1964 in Incheon) ist ein südkoreanischer Geistlicher und römisch-katholischer Bischof von Incheon.

## Leben
John Baptist Jung Shin-chul empfing am 29. Januar 1993 das Sakrament der Priesterweihe.
Am 29. April 2010 ernannte ihn Papst Benedikt XVI. zum Titularbischof von Cuicul und bestellte ihn zum Weihbischof in Incheon. Der Bischof von Incheon, Boniface Choi Ki-san, spendete ihm am 16. Juni desselben Jahres die Bischofsweihe; Mitkonsekratoren waren der Erzbischof von Seoul, Nicholas Kardinal Cheong Jin-suk, und der Weihbischof in Seoul, Basil Cho Kyu-man, sowie der Bischof von Andong, John Chrisostom Kwon Hyok-ju.
Am 10. November 2016 ernannte ihn Papst Franziskus zum Bischof von Incheon.